# Walter Jost
Walter Jost (ur. 25 lipca 1896 w Rastatt, zm. 24 kwietnia 1945 Villadose) – generał porucznik Wehrmachtu.
Jost służył jako oficer w I wojnie światowej. Po wojnie wstąpił do Reichswehry i służył jako dowódca i oficer sztabowy w różnych jednostkach. Po wybuchu II wojny światowej przez krótki czas pełnił funkcję dowódcy 5 Dywizją Piechoty. Od 26 kwietnia 1944 r. był dowódcą 42 Dywizji Strzelców.

## Odznaczenia
- Krzyż Żelazny (1914) 
  - II klasa
  - I Klasa
- Odznaka za Rany (1918)
- Krzyż Żelazny
  - II klasa
  - I Klasa
- Krzyż Rycerski (1942)